# سام هاربر (لاعب كريكت)
سام هاربر (بالإنجليزية: Sam Harper)‏ (10 ديسمبر 1996 في أستراليا - ) هو لاعب كريكت أسترالي. لعب مع فريق فكتوريا للكريكت وMelbourne Renegades ‏ وميلبورن ستارز ‏.

## وصلات خارجية
- سام هاربر (لاعب كريكت) على موقع إي آس بي آن كريك إنفو (الإنجليزية)